# Taytay (Palawan)
Taytay is een gemeente in de Filipijnse provincie Palawan. Bij de laatste census in 2007 had de gemeente bijna 62 duizend inwoners.

## Geografie

### Bestuurlijke indeling
Taytay is onderverdeeld in de volgende 31 barangays:
| - Abongan - Alacalian - Banbanan - Bantulan - Baras - Batas - Bato - Beton - Busy Bees - Calawag - Casian | - Cataban - Debangan - Depla - Libertad - Liminangcong - Meytegued - New Guinlo - Minapla - Old Guinlo - Pamantolon | - Pancol - Paly - Poblacion - Pularaquen - San Jose - Sandoval - Silanga - Talog - Tumbod - Paglaum |

## Demografie
Taytay had bij de census van 2007 een inwoneraantal van 61.991 mensen. Dit zijn 8.334 mensen (15,5%) meer dan bij de vorige census van 2000. De gemiddelde jaarlijkse groei komt daarmee uit op 2,01%, hetgeen lager is dan het landelijk jaarlijks gemiddelde over deze periode (2,04%). Vergeleken met de census van 1995 is het aantal mensen met 14.896 (31,6%) toegenomen.

De bevolkingsdichtheid van Taytay was ten tijde van de laatste census, met 61.991 inwoners op 1257,68 km², 37,4 mensen per km².